# Азијска банка инфраструктурних инвестиција
Азијска банка инфраструктурних инвестиција (енгл. Asian Infrastructure Investment Bank) је мултилатерална развојна банка која има за циљ побољшање економских и социјалних резултата у Азији. Банка тренутно има 109 чланица из целог света. Банка је започела са радом након што је споразум ступио на снагу 25. децембра 2015. године, након што су примљене ратификације од 10 држава чланица које имају укупан број од 50% почетних уписа у одобрени капитал. Србија је постала чланица банке 15. августа 2018.